# 빠랑살라와꾸
빠랑살라와꾸는 인도네시아 말루쿠 주의 사람들이 사용하던 전통 무기이다.

## 구성
빠랑살라와꾸는 한 쌍의 칼(parang; 빠랑)과 방패(salawaku; 살라와꾸)로 구성되어 있다. 이 무기는 과거의 전쟁에서 사용하는데, 짜깔렐레춤을 추는 동안 말루쿠 남자들은 항상 오른손으로 빠랑을 잡고 왼손으로 살라와꾸를 잡는다. 대체로 빠랑의 측정은 90–100 cm 정도이며, 가짜 철로 만들다. 살라와꾸는 단단한 나무에 조개 껍질로 장식되어 있다.